# فرانسیس رابینسون
فرانسیس کریستوفر رولاند رابینسون (به انگلیسی: Francis Christopher Rowland Robinson) (متولد 23 نوامبر 1944 در بارنت) تاریخ‌دان و عضو هیئت علمی دانشگاه بریتانیایی در زمینه تاریخ جنوب آسیا و اسلام است. از سال 1990 او استاد دانشگاه لندن بوده است. او دو بار رئیس انجمن سلطنتی آسیایی از سال های 1997 تا 2000 و 2003 تا 2006 بوده است.
او ویراستار تاریخ جدید اسلام کمبریج بوده است. 

## منبع
- ویکی پدیای انگلیسی